# Igor Alexandrowitsch Ustinski
Igor Alexandrowitsch Ustinski (russisch Игорь Александрович Устинский; * 14. Juni 1994 in Tjumen) ist ein russischer Eishockeytorwart, der seit November 2014 bei Awtomobilist Jekaterinburg in der Kontinentalen Hockey-Liga unter Vertrag steht.

## Karriere
Igor Ustinski stammt aus dem Nachwuchsteam Tjumenski Legion, ehe er während des KHL Junior Draft 2011 vom HK Metallurg Magnitogorsk ausgewählt wurde. Ab 2012 kam er für dessen Juniorenteam Stalnyje Lissy in der Molodjoschnaja Chokkeinaja Liga zum Einsatz. Im November 2014 wechselte er zu Awtomobilist Jekaterinburg und debütierte im Laufe der Saison 2014/15 in der KHL. 
2012 gehörte er zum Aufgebot bei der U18-Weltmeisterschaft und belegte dort mit dem Team den fünften Platz. Ustinski vertrat sein Land bei der U20-Weltmeisterschaft 2013 und U20-Weltmeisterschaft 2014 auf U20-Niveau und gewann dabei mit der russischen Mannschaft jeweils die Bronzemedaille.

## Erfolge und Auszeichnungen
- 2013 Bronzemedaille bei der U20-Weltmeisterschaft
- 2014 Bronzemedaille bei der U20-Weltmeisterschaft
- 2015 Allstar-Team des Spengler Cups
- 2016 KHL Rookie des Monats Januar